# Comeniusschule Hannover
Die Comeniusschule in Hannover ist eine koedukative und nach Johann Amos Comenius benannte Grundschule im hannoverschen Stadtteil List. Standort des denkmalgeschützten Schulgebäudes ist die Kollenrodtstraße 3 an dem als Schmuckplatz des umgebenden Wohnviertels Lister Stadtfeld angelegten Schulzentrums Bonifatiusplatz.

## Geschichte und Beschreibung
Die heutige Comeniusschule entstand in Folge der durch die Industrialisierung rasch anwachsenden Bevölkerung Hannovers zur Zeit des Deutschen Kaiserreichs und wurde nach der älteren Edenschule etwa zeitgleich wie die anderen Schulen am Bonifatiusplatz errichtet. Architekt der Schule an der Kollenrodtstraße war ebenfalls der Baurat des hannoverschen Magistrats, Paul Rowald. Auf dem rückwärtigen Gelände der Edenschule entstand in den Jahren 1898 bis 1900 eine weitere Bürgerschule, als Pendant der älteren und als Knabenschule errichteten Edenschule nun aber als Mädchenschule.
Die Mädchenschule wirkte von Anfang an „moderner“ als ihr Nachbarbau. Die verputzte Fassade wurde mit Elementen aus Sandstein versehen und mit einem renaissancistisch-frühbarockem Dekor geschmückt. Im Vergleich zur älteren Knabenschule waren auch die auf den Stockwerken innen liegenden Toiletten ein Fortschritt gegenüber dem älteren Bauwerk.
Die Schule an der Kollenrodtstraße wurde am 10. Oktober 1899 unter dem Namen Bürgerschule 61/62 als Volksschule zunächst ausschließlich für Mädchen eröffnet. Die Schülerinnen fanden anfangs über 15 Klassenräume vor, einen Zeichensaal und einen Singsaal sowie – zu der damaligen Zeit noch etwas Besonderes – ein Brausebad.
Im Schuljahr 1907/08 waren 846 Schülerinnen auf 16 Klassen verteilt, durchschnittlich also 53 Schülerinnen in jeder Klasse. Die 16 Klassen wurden seinerzeit von nur 22 Lehrern, aber auch schon Lehrerinnen betreut.
Durch die Nöte des Ersten Weltkrieges und die Deutsche Hyperinflation während der Weimarer Republik war der Schulunterricht erheblich beeinträchtigt. So mussten in den Räumen der nun in Bürgerschule 22 umbenannten Schule an der Kollenrodtstraße 3 zwei weitere Bürgerschulen untergebracht werden. Aufgrund der räumlichen und zeitlichen Enge konnten die Kinder der Bürgerschule 22 zeitweilig nur an vier Halbtagen unterrichtet werden. Während des Krieges war ein Klassenzimmer zur Schulküche umgebaut worden, für die Familien „der im Feld befindlichen Krieger“. Aufgrund des Mangels an Kohlen mussten die Schüler in der kalten Jahreszeit in andere, beheizte Schulgebäude ausweichen.
Aus dem Zeitraum von 1919 bis zum Ende der Zeit des Nationalsozialismus konnte die Schule bisher nur wenige Informationen auffinden: Darunter diese, dass im Zweiten Weltkrieg im Oktober 1943, nach dem ersten, schweren Luftangriff auf Hannover, die Kinder aus der Stadt evakuiert wurden. In dem Schulgebäude wurde stattdessen nun das Stadtbauamt untergebracht. Doch auch hier richteten die Angriffe der Alliierten bald schwere Schäden an: Fliegerbomben legten das Dach in Trümmer, der Singsaal brannte vollständig aus, viele Fenster, Türen und Schränke wurden zerstört.
Unter der Britischen Militärregierung Juni 1945 wurden die Schüler der Bürgerschule 22 nach Hannover zurück beordert – um anfangs in verschiedenen Gärtnereibetrieben eingesetzt zu werden. Erst im November desselben Jahres konnte der Schulunterricht wieder neu aufgenommen werden.
In der Nachkriegszeit und noch bis zum Ende des Schuljahres 1953/54 herrschte sowohl eine große Raumnot als auch ein Mangel an Lehrern an der noch immer als reine Mädchenschule betriebenen, nun Volksschule Kollenrodtstraße genannten Bildungseinrichtung. Während der Renovierungen der Schulgebäude wurden ganze Klassen zeitweilig in die Bonifatiusschule ausgelagert oder nutzten wechselweise die Räume der noch immer als Jungenschule unterhaltenen Edenschule. Sowohl in der Kollenrodt- wie auch in der Edenschule waren gleichzeitig bis zu 2000 Schüler untergebracht.
Erst im Schuljahr 1968/69 erhielt die vormalige Volksschule Kollenrodtstraße ihren heutigen Namen, während gleichzeitig die Koedukation eingeführt wurde. Die Jahrgangsstufen 1 bis 4 hatten nun je sechs mit Jungen und Mädchen gemischte Klassen. Die ehemalige Knabenschule in der Edenstraße wurde seinerzeit als Hauptschule geführt und später für die Orientierungsstufe umgenutzt.
Gegen den Mangel an Lehrerinnen bauten Eltern 1970 zwei ehemalige Kohlenkeller in den Schulgebäuden zu Kindergärten für die Kinder der Lehrerinnen aus.
Ab 1973 durften Eltern erstmals auch an Schulkonferenzen teilnehmen. Ebenfalls in den 1970er Jahren gründete sich der Förderverein der Comeniusschule, durch den unter anderem eine große Pergola und verschiedenen Spielgeräte auf dem Schulhof finanziert werden konnten.